# Campeonato Nacional de Rodeo de 2009
El Campeonato Nacional de Rodeo de 2009 fue la versión número 61 del campeonato corralero más importante, conocido popularmente como Champion de Chile. Este torneo se realizó entre el 3 y el 5 de abril de 2009 en la Medialuna Monumental de Rancagua y fue televisado en directo por Chilevisión.
Después de una extensa temporada 2008-2009 y cuatro rodeos clasificatorios disputados en Temuco, Curicó, Pemuco y La Serena, se disputó este campeonato que fue ganado por los jinetes representantes del Criadero Santa Anita de Curimao, Emiliano Ruiz y José Tomás Meza, quienes montaron a Distinguido y Espinudo con 39 puntos buenos.
Los segundos campeones fueron Gustavo Valdebenito y Luis Fernando Corvalán, del Criadero Peleco de la Asociación Malleco, en Huingan y Quitralco con 37 puntos. En tercer lugar quedaron los campeones nacionales de 2008, Jesús Rodríguez y Christian Pooley (Asociación Cautín), en Rangoso y Canalla, al vencer en doble desempate (36+5+5) a José Luis Ortega y Mauricio Villarroel (Asociación Los Andes), en Tío Pancho y Embriagado.
Este resultado significó el primer título nacional para el Criadero Santa Anita de Curimao, que pertenece al empresario Felipe Lamarca. También fue el primer título de Emiliano Ruiz y de José Tomás Meza, jinetes profesionales que han destacado a lo largo de su carrera en el rodeo y que juntos habían alcanzado el segundo lugar nacional en el Campeonato Nacional de Rodeo de 2007. Además es el primer título de una collera de la Zona Centro-Norte desde 1999, cuando los jinetes Mario Valencia y Cristián Ramírez, de la Asociación Valparaíso ganaron con los mismos 39 puntos. 
El título del Movimiento de la rienda fue obtenido por Ricardo González (Asociación Litoral Central), en Chao No Más con 61 puntos, mientras que la Rienda Femenina la ganó Romané Soto (Asociación Colchagua), en Aviador con 44 unidades. Carolina Escobar, estudiante de cuarto año de agronomía de la Universidad Austral de Valdivia, fue coronada como "Reina del Rodeo".

## Resultados

### Serie de campeones
Después de disputarse todas las series de clasificación durante los días viernes, sábado y la mañana del domingo, se disputó esta serie de campeones en la tarde del domingo 5 de abril de 2009. El sello de raza fue para el potro Fantástico del Criadero Santa Isabel, que fue montado por Eduardo Tamayo. Posteriormente se da inicio al Champion (como se conoce popularmente a la Serie de Campeones). Desde un principio el campeonato fue dominado por los jinetes de Los Andes Mauricio Villarroel y José Luis "Loco" Ortega, pero realizaron un mal cuarto animal, que ayudó para que Emiliano Ruiz y José Tomás Meza del Santa Anita de Curimao se coronaran campeones con una gran suma de puntaje: 39 puntos buenos, el sexto mejor puntaje en la historia de este campeonato, que se disputa desde 1949. El segundo lugar fue para Gustavo Valdebenito y Luis Fernando Corvalán, en Huingan y Quitralco con 37 puntos.
Sin dudas el momento más emocionante de este campeonato fue el desempate por el tercer lugar. Los jinetes andinos habían dominado todo el Champion, pero no realizan un buen cuarto animal, mientras que los defensores del título 2008, Jesús Rodríguez y Christian Pooley los empataron en puntaje (36 puntos). Se realiza un primer desempate, pero nuevamente quedan las colleras con el mismo puntaje, 5 puntos. Finalmente se van a un segundo desempate con una diferencia mínima de 1 punto, 5 para los de Temuco y 4 para los hombres de Los Andes. José Luis Ortega, considerado uno de los mejores jinetes de Chile, nuevamente llegó al cuarto toro, pero no alcanzó el título que hubiera sido su primer nacional.
El jinete revelación fue Álvaro Tamayo, hijo de Eduardo Tamayo. Este joven jinete corrió junto a Juan Carlos Loaiza, quien buscaba su octavo título nacional, pero lograron el quinto puesto con 33 puntos y montando a Diluvio y Dedal. También disputaron el cuarto animal los destacados jinetes Cristóbal Cortina y Víctor Vergara en Cumpa y Tío Pedro con 32 puntos.
Por primera vez en la historia del Campeonato Nacional de Rodeo unos jinetes de Santiago salen campeones. Estos jinetes se criaron en las pocas zonas de campo que aún quedan en la Capital de Chile. Emiliano Ruiz es de la comuna de La Pintana y José Tomás Meza de Peñalolén.
| Cuarto Animal 2009 | Cuarto Animal 2009                           | Cuarto Animal 2009          | Cuarto Animal 2009 | Cuarto Animal 2009 |
| ------------------ | -------------------------------------------- | --------------------------- | ------------------ | ------------------ |
| Lugar              | Jinetes                                      | Caballos                    | Asociación         | Puntaje            |
| 1.º                | Emiliano Ruiz y José Tomás Meza              | "Disntinguido" y "Espinudo" | Cordillera         | 39                 |
| 2.º                | Gustavo Valdebenito y Luis Fernando Corvalán | "Huingan" y "Quitralco"     | Malleco            | 37                 |
| 3.º                | Jesús Rodríguez y Christian Pooley           | "Canalla" y "Rangoso"       | Cautín             | 36+5+5             |
| 4.º                | Mauricio Villarroel y José Luis Ortega       | "Tío Pancho" y "Embriagado" | Los Andes          | 36+5+4             |
| 5.º                | Juan Carlos Loaiza y Álvaro Tamayo           | "Diluvio" y "Dedal"         | Valdivia           | 33                 |
| 6.º                | Cristóbal Cortina y Víctor Vergara           | "Cumpa" y "Tío Pedro"       | Cordillera         | 32                 |

### Serie Criaderos
La Serie Criaderos fue la primera serie de clasificación para la Serie Campeones. Se corrió el viernes 3 de abril y fue ganada por los jinetes del Criadero Peleco. La disputaron un total de 37 colleras, con solo 2 cupos para la final del domingo.
- 1° Lugar: Gustavo Valdebenito y Luis Fernando Corvalán (Malleco) en Huingan y Quitralco, con 39 puntos.
- 2° Lugar: Juan Carlos Loaiza y Álvaro Tamayo (Valdivia) en Diluvio y Dedal con 35.

### Serie Mixta
Disputada el viernes 3 de abril por 23 colleras, fue ganada por los vicecampeones nacionales del año anterior.
- 1° Lugar: Camilo Padilla y Francisco Cardemil (Talca) en Regalía y Martes 13, con 40 puntos.
- 2° Lugar: Francisco Infante y Johnny Aravena (Melipilla) en Malas Pulgas y Elegida con 29.

### Serie Caballos
Se disputó el viernes 3 de abril y los jinetes del Criadero Peleco ganaron la serie con 47 puntos, una marca nunca antes vista en las series clasificatorias de El Chileno. 37 colleras de caballos corrieron esta serie de clasificación.
- 1.º Lugar: Gustavo Valdebenito y Luis Fernando Corvalán (Malleco) en Molejón y Tiqui Taca, con 47 puntos.
- 2.º Lugar: Hernán Rehbein y Juan Antonio Rehbein (Llanquihue y Palena) en Barquillo y Satánico con 33.
- 3.º Lugar: José Antonio Pons y Guillermo Barra (Curicó) en Pega Fuerte y Gareteado con 31.

### Serie Yeguas
Esta serie se desarrolló el viernes 3 de abril y gue ganada por Mario Tamayo y su hijo Diego. 27 colleras de yeguas disputaron esta serie de clasificación.
- 1.º Lugar: Mario Tamayo y Diego Tamayo (O'Higgins) en Es Más y Querencia, con 33 puntos.
- 2.º Lugar: Carlos Elgueta y Nelson García (Llanquihue y Palena) en Realeza y Ranguita con 32.
- 3.º Lugar: Jorge Ortega y José Luis Ortega (Los Andes) en Navidad y Melodía con 30.

### Serie Potros
Con 33 colleras se disputó la tradicional y siempre esperada serie potros, que fue ganada por los jinetes del Criadero Lo Miranda con 34 puntos.
- 1.º Lugar: Sergio Abarca y Cristian Ramírez (O'Higgins) en Bolero y Candil, con 34 puntos.
- 2.º Lugar: Emiliano Ruiz y José Tomás Meza (Litoral Central) en Juguetón y Meli con 33.
- 3.º Lugar: Gustavo Cornejo y Pedro González (Valdivia) en Chompiraz y Memo con 33.

### Primera Serie Libre A
Esta fue la primera serie del sábado y la disputaron 51 colleras. Los ganadores fueron Cristóbal Cortina y Víctor Veragara en Cumpa y Tío Pedro con 38 puntos.
- 1.º Lugar: Cristóbal Cortina y Víctor Vergara (Cordillera) en Cumpa y Tío Pedro con 38 puntos.
- 2.º Lugar: Mario Matzner y Claudio Krause (Llanquihue y Palena) en Raptora y Trifulca con 35.
- 3.º Lugar: Roberto Bozzo y Guillermo Vásquez (Cautín) en Escultor y Aventurera con 31.
- 4.º Lugar: Sergio Labbé y Rafael Melo (Valdivia) en Baraja y Alguacil con 30.
- 5.º Lugar: Juan Contreras y José Sánchez (Colchagua) en Nantuca y Curaita con 29.

### Primera Serie Libre B
La Primera Serie Libre B se disputó el sábado 4 de abril y contó con la participación de 57 colleras. Fue ganada por los jinetes del Criadero Panguilemo.
- 1.º Lugar: Gastón Salazar y Gastón Salazar (Talca) en La Huerfanita de Panguilemo y Presumida, con 37 puntos.
- 2.º Lugar: Mauricio Villarroel y José Luis Ortega (Los Andes) en Tío Pancho y Embriagado con 33.
- 3.º Lugar: Ricardo Bustamante e Iñaki Gazmuri (Ñuble) en Rociado y Viajero con 31.
- 4.º Lugar: José Sandoval y Claudio Sandoval (Ñuble) en Atrasao y Regateo con 31.
- 5.º Lugar: Camilo Padilla y Francisco Cardemil (Talca) en Elegante y Bochinchero con 30.

### Segunda Serie Libre A
Esta serie se disputó el sábado 4 de abril y fue ganada por los jinetes del Criadero Santa Isabel. El potro Talento, con 18 años y 3 títulos nacionales (2000, 2002 y 2007), clasificó nuevamente a la final.
- 1.º Lugar: Juan Carlos Loaiza y Eduardo Tamayo (Valdivia) en Talento y Nudo Ciego, con 33 puntos.
- 2.º Lugar: Alfredo Moreno y José Astaburuaga (Talca) en Náufrago y Escogido con 29.
- 3.º Lugar: Rolando Franco y Roberto Rebolledo (Cautín) en Doña Maca y Toronao con 28.
- 4.º Lugar: Nicolás Fossatti y Felipe Undurraga (Santiago Oriente) en Astuto y Taimao con 27.

### Segunda Serie Libre B
Pablo Aninat y Edward Gálvez ganaron la Segunda Libre B, la última serie para clasificar a la gran Final del 61° Campeonato Nacional (la corrieron 51 colleras).
- 1.º Lugar: Pablo Aninat y Edward Gálvez (Litoral Central) en Estrellero y Estafado, con 33 puntos.
- 2.º Lugar: Homero González y Juan Alberto Mundaca (Ñuble) en Lolo y Yuyal con 32.
- 3.º Lugar: Juan Carlos Loaiza y Eduardo Tamayo (Valdivia) en Filtrao y Fantástico con 31.
- 4.º Lugar: Claudio Solís y Jack Muñoz (Curicó) en Que Amigazo y Cuatrero con 30.

### Movimiento de la rienda femenino
Romané Soto fue la única amazona que logró clasificar a la final del movimiento de la rienda femenino. Y lo hizo con dos colleras, ganando con Aviador. Realizó 3 puntos en Morfología, 8 puntos en Andares, 5 puntos en Entrada de patas y parar, 6 puntos en La Troya, 6 puntos en el Ocho, 4 puntos en Volapié, 7 puntos en Vueltas sobre parado, y 5 puntos en Retroceder, totalizando 44 puntos. Con el ejemplar Borrachita alcanzó 41 puntos y el segundo lugar.
- 1.º Lugar: Romané Soto (Colchagua) en Aviador con 44 puntos.
- 2.º Lugar: Romané Soto (Colchagua) en Borrachita con 41.

### Movimiento de la rienda masculino
La final del movimiento de la rienda fue disputada el domingo antes del Champion y fue ganada por Ricardo González con un total de 61 puntos. Este jinete alcanzó su tercera corona en la disciplina.
Con la yegua Chao No Más, una hija de El Cato, consiguió 3 puntos en Morfología, 8 puntos en Andares, 9 puntos en Entrada de patas y parar, 6 puntos en La Troya, 8 puntos en El Ocho, 10 puntos en El Volapié, 7 puntos en Vueltas sobre parado, 5 puntos en Desmontar y montar, y 5 puntos en Retroceder. Luis Gerardo Soto se quedó con el segundo y tercer lugar montando a Muñeca y Fachoso, respectivamente.
- 1.º Lugar: Ricardo González (Litoral Central) en Chao No Más con 61 puntos.
- 2.º Lugar: Luis Gerardo Soto (Cautín) en Muñeca con 57.
- 3.º Lugar: Luis Gerardo Soto (Cautín) en Fachoso con 53.

## Clasificatorios
Las colleras que durante la temporada 2008-2009 hicieron más de 15 puntos y ganaron a lo menos un rodeo, corrieron los rodeos clasificatorios para Rancagua. Fueron 4 rodeos clasificatorios, dos de la zona Centro-Norte y otros dos para la zona Centro-Sur. Los ganadores de cada clasificatorio (en negrita), clasificaron directamente a la final de Chile.

### Clasificatorio de Temuco
El primer clasificatorio de la zona centro-sur se disputó entre el 27, 28 de febrero y el 1 de marzo en la Medialuna del Recinto Sofo. David Huerta y Alfonso Ávila conquistaron el primer lugar en El Golpe y Escobillón después de un desempate. Estos jinetes, un par de peones humildes, aguerridos y quitados de bulla que hasta hace un año corrían en los rodeos laborales se encargaron de romper todos los pronósticos.
- 1° Lugar: David Huerta y Alfonso Ávila en El Golpe y Escobillón, con 30+4 puntos.
- 2° Lugar: César Mera y José Antonio Bozo en Medio Litro y Odioso, con 30.
- 3° Lugar: Rufino Hernández y Claudio Hernández, en Malulo y Estruendo, 27.

El movimiento de la rienda fue ganado por Luis Gerardo Soto en Fastuoso con 65 puntos, mientras que en la competencia femenina hubo un empate entre Natalia Gebauer, Yeny Troncoso y Valentina Hernández, quienes montaron a Tormentoso, Cuica y Aries, respectivamente, y lograron apenas 38 puntos, resultado que no cumple con el 60% de los puntos, por lo que ninguna clasificó a Rancagua.

### Clasificatorio de Curicó
El primer clasificatorio de la zona centro-norte se disputó los días 6, 7 y 8 de marzo de 2009 en la Medialuna de Curicó. Emiliano Ruiz y José Tomás Meza ganaron por segunda vez consecutiva este clasificatorio, esta vez en Distinguido y Espinudo y con 39 puntos.
- 1° Lugar: Emiliano Ruiz y José Tomás Meza en Distinguido y Espinudo, con 39 puntos.
- 2° Lugar: Sergio Abarca y Cristian Ramírez en Brujo y Abrojo, con 31.
- 3° Lugar: Mauricio Villarroel y José Luis Ortega en Tío Pancho y Embriagado, con 31.

El movimiento de la rienda femenino fue ganado por la multicampeona Romané Soto, montando a Aviador y marcando 54 puntos. Por su parte, el movimiento de la rienda masculino fue ganado por Ricardo González en Chao No Más con 65 puntos, seguido de Nelson Vega en Bandera con 58 puntos.

### Clasificatorio de Pemuco
Este clasificatorio fue el de repechaje para las colleras del sur. Se disputó en la Medialuna "Julio Guíñez Vallejos" de Pemuco entre el 1 y el 15 de marzo de 2009 y fue ganado por los jinetes del Criadero Peleco, Gustavo Valdebenito y Luis Fernando Corvalán (Asociación Malleco), quienes montaron a Ronaldo y Quidico con una suma de 32 puntos.
- 1° Lugar: Gustavo Valdebenito y Luis Fernando Corvalán en Ronaldo y Quidico, con 32 puntos.
- 2° Lugar: Juan Carlos Caimanque y Pablo Aguirre en Campo Rebelde y Misionero, con 29.
- 3° Lugar: José Armando Sandoval y Claudio Sandoval en Atrasao y Regateo, con 28.

No hubo movimiento de la rienda masculino, pero sí femenino, sin embargo quedó en deuda. Al igual que en Temuco, el único cupo para la final quedó desierto ya que ninguna de las seis participantes pudo obtener el puntaje mínimo, 42 puntos (60 por ciento del puntaje total), necesario para clasificar para Rancagua. Quien más se acercó a este mínimo fue Yeny Troncoso (Asociación Llanquihue y Palena), la campeona nacional de 2008, al sumar 39 puntos en la yegua Cuica.

### Clasificatorio de La Serena
El Rodeo Clasificatorio de La Serena fue la última instancia que tuvieron las colleras para clasificar a Rancagua. Se desarrolló entre el viernes 20 y el 22 de marzo en la Medialuna del Parque Coll de La Serena. Clasificó a un total de 27 colleras al Campeonato Nacional. Los ganadores fueron los jinetes de la Sexta Región, Erwin Buckel y Mauricio Ordóñez. Se criticó mucho la calidad del ganado, ya que se supo que algunos ejemplares incluso estaban corridos.
- 1° Lugar: Erwin Buckel y Mauricio Ordóñez en Es tan Buena y Amor Añejo, con 32.
- 2° Lugar: José Antonio Urrutia y Luis Eduardo Cortés en Tempestad y Reseña con 31+4.
- 3° Lugar: José Lesser y Robny Urra en Mal de Amores y Platino, con 31+3.

El movimiento de la rienda fue ganado por Nelson Vega (Asociación Colchagua), quien montó a Claro de Luna Bolero (Plebiscito) y marcó 49 puntos. El segundo lugar fue para el Negro Cortés que también sumó 49 puntos, pero perdió el desempate. En la competencia femenina ninguna de las dos competidoras logró el puntaje mínimo (42 puntos) para acceder a Rancagua. Jeannette Aguilar hizo 31 puntos en Chiquitita y Kelly Molina 37 en Engreído.

## Cuadro de honor temporada 2008-2009

### Jinetes
- 1. José Tomás Meza (Cordillera)
- 2. Luis Fernando Corvalán (Malleco)
- 3. Emiliano Ruiz (Cordillera)
- 4. Gustavo Valdebenito (Malleco)
- 5. Juan Carlos Loaiza (Valdivia)
- 6. Mauricio Villarroel (Los Andes)
- 7. Christian Pooley (Cautín)
- 8. José Luis Ortega (Los Andes)
- 9. Jesús Rodríguez (Cautín)
- 10. Cristóbal Cortina (Cordillera)

### Caballos
- 1. Espinudo
- 2. Quitralco
- 3. Distinguido
- 4. Huingán
- 5. Cumpa
- 6. Diluvio
- 7. Canalla
- 8. Tío Pedro
- 9. Tiqui Taca
- 10. Molejón

### Yeguas
- 1. Presumida
- 2. Melodía
- 3. Aventurera
- 4. La Huérfana
- 5. Regalía
- 6. Navidad
- 7. Ñantuca
- 8. Raptora
- 9. Curaita
- 10. Trifulca

### Potros
- 1. Tío Pancho
- 2. Rangoso
- 3. Rociado
- 4. Estrellero
- 5. Talento
- 6. Viajero
- 7. Estafado
- 8. Embriagado
- 9. Filtrao
- 10. Atrasao.